# 밀튼 글레이저

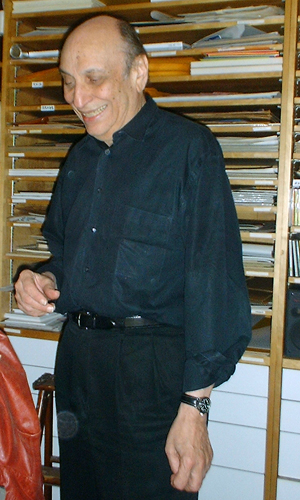

밀튼 글레이저(Milton Glaser, 1929년 6월 26일 ~ 2020년 6월 26일)는 미국의 그래픽 디자이너이다.
뉴욕에 있는 쿠퍼 유니온 예술학교에서 교육을 받고 이탈리아 볼로냐에서 몰랑디와 함께 풀브라이트 장학생으로 에칭을 공부하였다. 그 후에는 영상 아트와 쿠퍼 유니온 예술학교에서 학생을 지도하기도 하였고 푸쉬 핀 스튜디오를 공동으로 설립하여 활동하였다. 또한 <에스콰이어>라는 잡지의 디자인 디렉터이기도 하였다.
1975년 뉴욕 모던 아트 박물관과 브뤼셀의 로열 미술박물관에서 개인전을 가졌고, 1977년에는 파리 퐁피두센터에서 개인전을 가졌으며 그 당시에 베네치아 비엔날레 전람회를 대표하였다.
그는 많은 활동을 하였는데 그 중 중요한 활동으로는 뉴욕 사운드 트랙을 완벽하게 갖춘 환경 속에 아이들과 상점을 위해 설립된 아동용 상점을 디자인한 것, 인디애나폴리스에 새로 건축한 연방 사무실 빌딩에 벽화를 제작한 점 등을 들 수 있다.
또한 <빌리지 보이스> <뉴욕 매거진> <서커스> <모어(More)> <뉴 웨스트(New West)> <파리 매치> <큐(Cue)> <렉스프레스(L'Express)>등 수많은 발행물을 디자인하였고, 세계 무역센터에 있는 식당을 위한 그래픽 디자인과 조망대 등을 책임맡아서 일하였다.
그의 작품의 특징은 포스터에 그려진 누드와 같은 회화적인 시도부터 1964년 AGI포스터처럼 아주 견고하게 숙련된 그래픽적인 요소에 이르기까지 매우 다양하다는 점이다.
그는 가장 훌륭한 디자이너는 '그 시대의 작품 자체이며 그들 주변에 어떤 상황이 전개되는지를 정확하게 알고 있는 사람'이라는 그 나름대로의 견해를 갖고 있었다.
1975년에 "아이러브 뉴욕"(I Love New York, I♥NY)을 처음 만들었으며, 2001년 미국 테러 이후의 "아이 러브 뉴욕 모어 댄 에버"(I♥NY More Than Ever)으로 배포하였다.
2020년 6월 26일 91번째 생일날 뇌졸중으로 사망하였다.